# Hypnodendron colensoi
Hypnodendron colensoi är en bladmossart som beskrevs av Mitten 1882. Hypnodendron colensoi ingår i släktet Hypnodendron och familjen Hypnodendraceae. Inga underarter finns listade i Catalogue of Life.